# Martín Vassallo Argüello
Martín Vassallo Argüello (Temperley, Argentína; 1980. február 10. –) argentin hivatásos teniszező. Eddigi karrierje során 1 páros ATP-tornát nyert meg. Egyéniben a legnagyobb sikerét a 2006-os Roland Garroson érte el, ahol a nyolcaddöntőig jutott.

## ATP-döntői

### Páros

#### Győzelmei (1)
|   | Dátum             | Torna                             | Borítás | Partner        | Ellenfelek a döntőben       | Eredmény a döntőben |
| 1 | 2007. február 26. | Abierto Mexicano Telcel, Acapulco | Salak   | Potito Starace | Lukáš Dlouhý / Pavel Vízner | 6-0, 6-2            |

## Külső hivatkozások
- Martín Vassallo Argüello profilja az ATP oldalán (angolul)